# University of Southern Maine

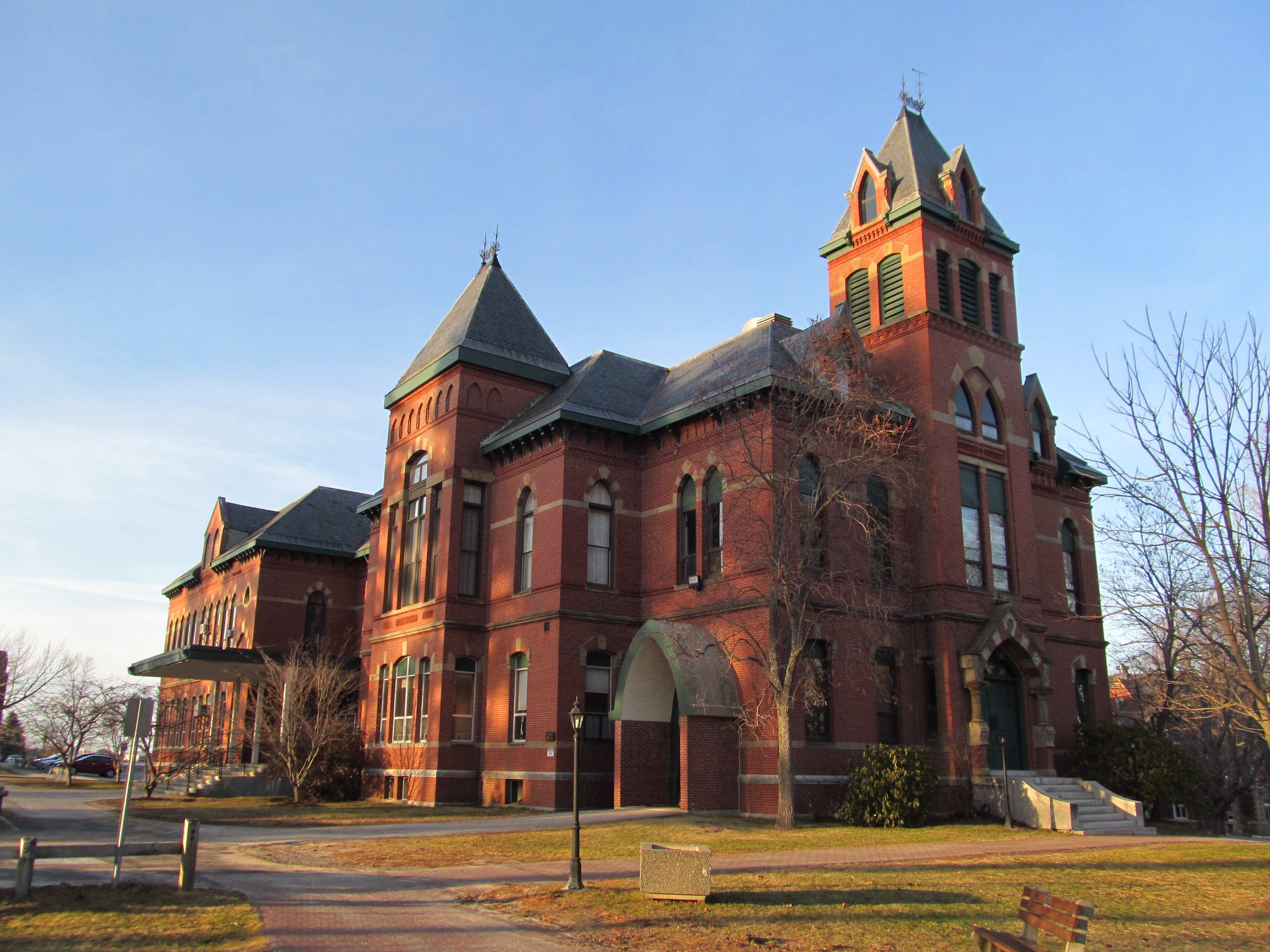
Corthell Hall, University of Southern Main in Gorham, 2012

Die University of Southern Maine (USM) ist eine Multi-Campus- und öffentliche Stadtgesamtuniversität und Teil des University of Maine Systems. Die drei Campus-Bereiche der Universität liegen in Portland, Gorham und Lewiston.

## Geschichte
Eine Vorgängerin wurde 1878 als Gorham Normal School gegründet, später Gorham State Teachers College und dann Gorham State College. Zweite Vorgängerin war die University of Maine at Portland (vorher Portland Junior College).
Ursprünglich zwei separate staatliche Hochschulen, wurden sie 1970 zur University of Maine at Portland-Gorham (UMPG) zusammengeschlossen, um der Strömung des öffentlichen Universitätssystems in Maine zu helfen. Der Name wurde 1978 in University of Southern Maine geändert und schließlich die Universität 1988 durch den Campus in Lewiston zu erweitert.
Der Campus in Portland ist Standort der Edmund Muskie School of Public Service zusammen mit dem Bio Sciences Research Institute und der University of Maine School of Law, dem Osher Lifelong Learning Institute und der Osher Map Library.
Der Campus in Gorham ist bewohnter und Standort des College of Education und der School of Music. In Lewiston-Auburn erleben Studenten einen kleinen, intimen Campus mit dem Fokus auf interdisziplinärem Lernen. Jeder Campus pflegt seine eigene Atmosphäre und Professoren von allen Campus an dieser Regionaluniversität haben weltweite Erfahrung.
2008 hatte die USM 8133 grundständige Studenten und 2320 postgraduale sowie Law School-Studenten mit einer durchschnittlichen Klassengröße von 22 Studenten und einer Student-faculty ratio von 17:1.
Die USM ist unter den „Best Northeastern Colleges“, nach den Listen im Princeton Review 2007, und war auch in der Ausgabe von 2007 der America's Best Value Colleges enthalten.  Der frühere Präsident Richard Pattenaude wurde am 1. Juli 2007 Kanzler des University of Maine Systems.
Die Präsidentin der USM ist zurzeit Jacqueline Edmondson.

## Campus

### Campus in Portland
Der Hauptteil des Campus umfasst diejenigen Gebäude, die keine Wohngebäude sind. Viele Abteilungsbüros liegen im Umfeld des Zentrums des Campus, der aus Wohn- und Hauptgebäuden besteht. Die Hauptakademiegebiete im Campus in Portland sind Unternehmenswissenschaften, Gesundheits- und Krankenpflege, Geschichte, Politikwissenschaften, Wirtschaft, Soziologie, Biologie, Physik, Chemie, Mathematik, Englisch, Psychologie, Medienwissenschaften, moderne und klassische Sprachen und Literatur sowie amerikanische und neuengländische Studien.

### Campus in Gorham
Gorham ist Standort der meisten Studentenwohnheime der Gemeinschaftssporteinrichtungen der Universität. Die Hauptakademiegebiete in Gorham sind Industrietechnologie, Ingenieurwissenschaften, Kunst, Musik, Theater, Beratung und Bildung, Anthropologie, Geographie sowie Umwelt- und Geowissenschaften.
Die Studentenwohnheime in Gorham sind folgend aufgelistet:
- Woodward Hall
- Dickey-Wood Hall
- Upton-Hastings Hall
- Anderson Hall
- Robie Andrews Hall
- Phillipi Hall
- New Residence Hall (im Herbst 2007 fertiggestellt)

### Campus in Lewiston-Auburn
Der Campus in Lewiston-Auburn der USM ist der neueste der drei Campus, und kürzlich wurde ein neuer Flügel gebaut und eröffnet, um ihn an sein schnelles Wachstum anzupassen. Das College auf dem Campus ist als Lewiston-Auburn College (USM; LAC) bekannt und soll eine nationale Führungsrolle in interdisziplinärer Bildung einnehmen.

### Absolventen
- Tony Shalhoub (* 1953), Schauspieler (1977)
- Lois Lowry (* 1937), Schriftsteller (1972)
- Walter Mattson, ehemaliger Präsident der New York Times (1953)
- Kevan Jones, britischer Politiker
- James R. Flynn, Songwriter (1974).